# Observatoire de la Sorbonne

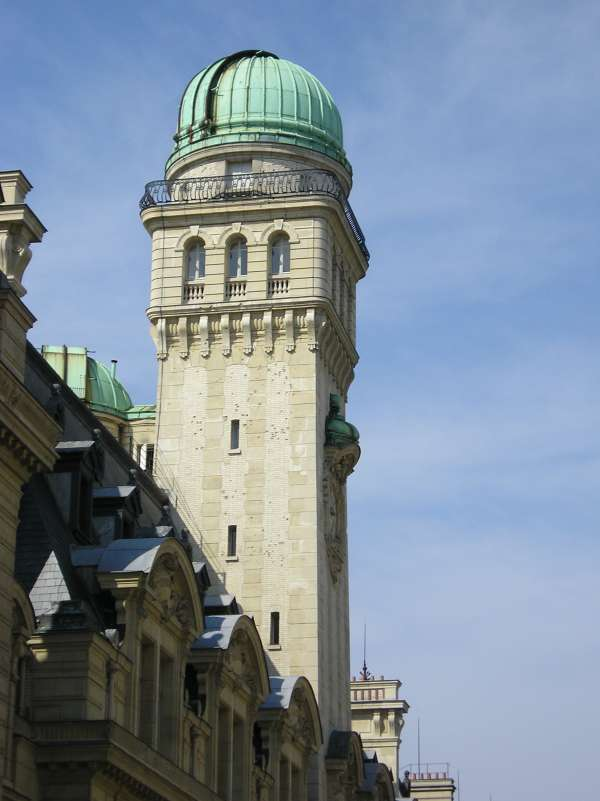
Der Astronomie-Turm der Sorbonne (Observatoire de la Sorbonne). Links sieht man einen Teil der unteren Kuppel.

Das Observatoire de la Sorbonne ist eine Sternwarte, die von der Société astronomique de France auf dem Dach der Pariser Sorbonne eingerichtet wurde. Der Turm, in dem sich die Anlage befindet, wurde zwischen 1885 und 1901 im Zuge des Umbaus der Sorbonne errichtet.
Der Turm ist 39 Meter hoch, hat eine obere und eine untere Kuppel und enthält weitere Räumlichkeiten. Die obere Kuppel beherbergt das Teleskop, in der unteren befinden sich optische Werkstätten, in denen Amateurastronomen Spiegel herstellen können. Früher war dort ein Meridiankreis installiert. Der Turm wird von der Société astronomique de France betrieben und steht für Besichtigungstouren sowie für Amateur-Beobachtungen zur Verfügung.

## Teleskope
Das Observatorium hatte ursprünglich ein von Raymond Augustin Mailhat hergestelltes, äquatorial montiertes Teleskop mit einem Durchmesser von 241 mm und einer Brennweite von 3755 mm. Das Gerät wurde 1909 dem Pariser Observatorium übergeben.
Im Jahre 1980 wurde in der oberen Kuppel ein äquatorial montierter Refraktor mit einem Durchmesser von 153 mm und einer Brennweite von 2300 mm installiert. Das Teleskop befindet sich im Besitz der Société astronomique de France. Es wurde 1935 erbaut und war zunächst im Observatoire de la rue Serpente auf dem Dach des früheren Hauptsitzes der Gesellschaft (28 rue Serpente) angebracht.

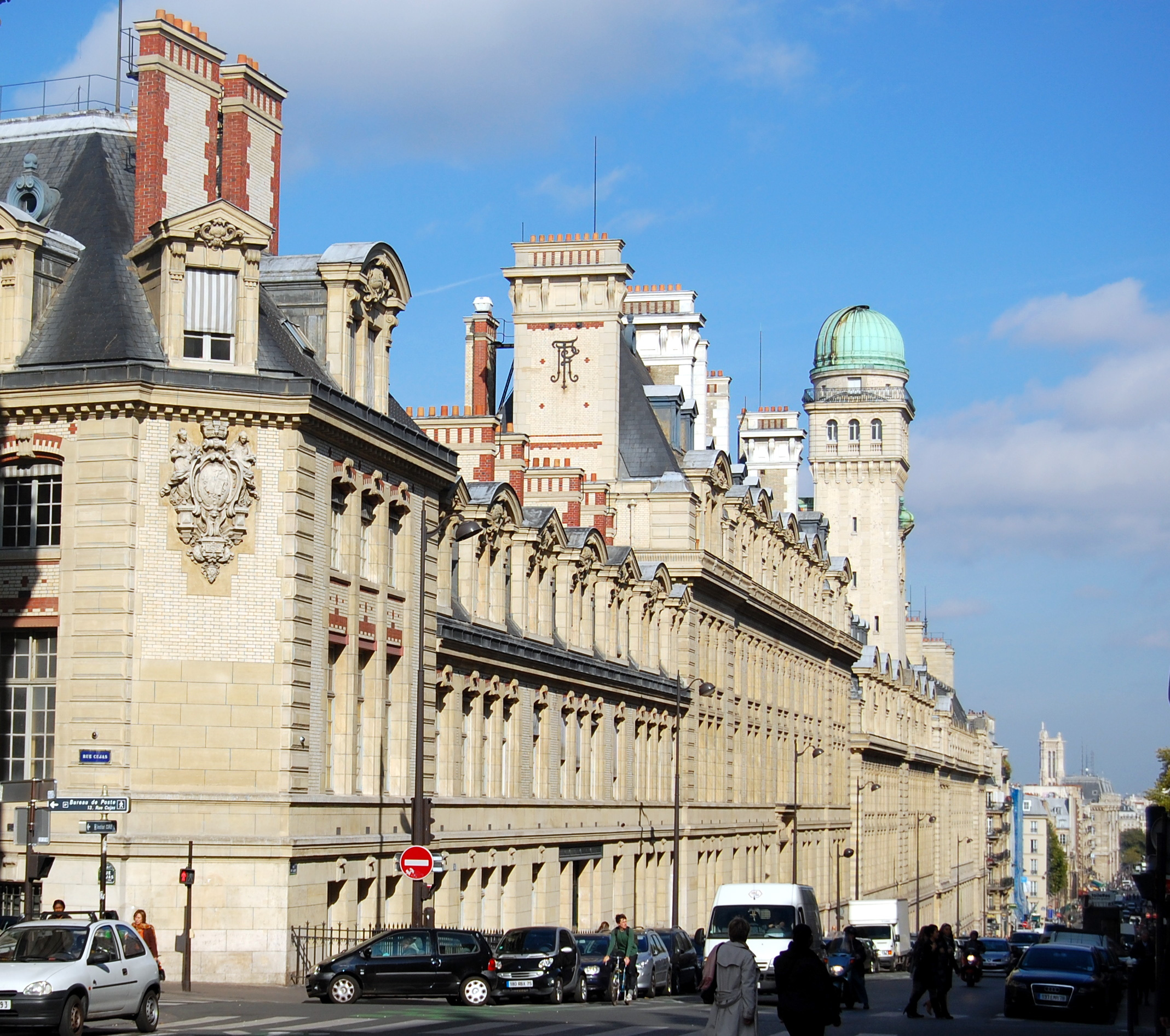
Der „Astronomie-Turm“, gesehen von der Rue Saint Jacques
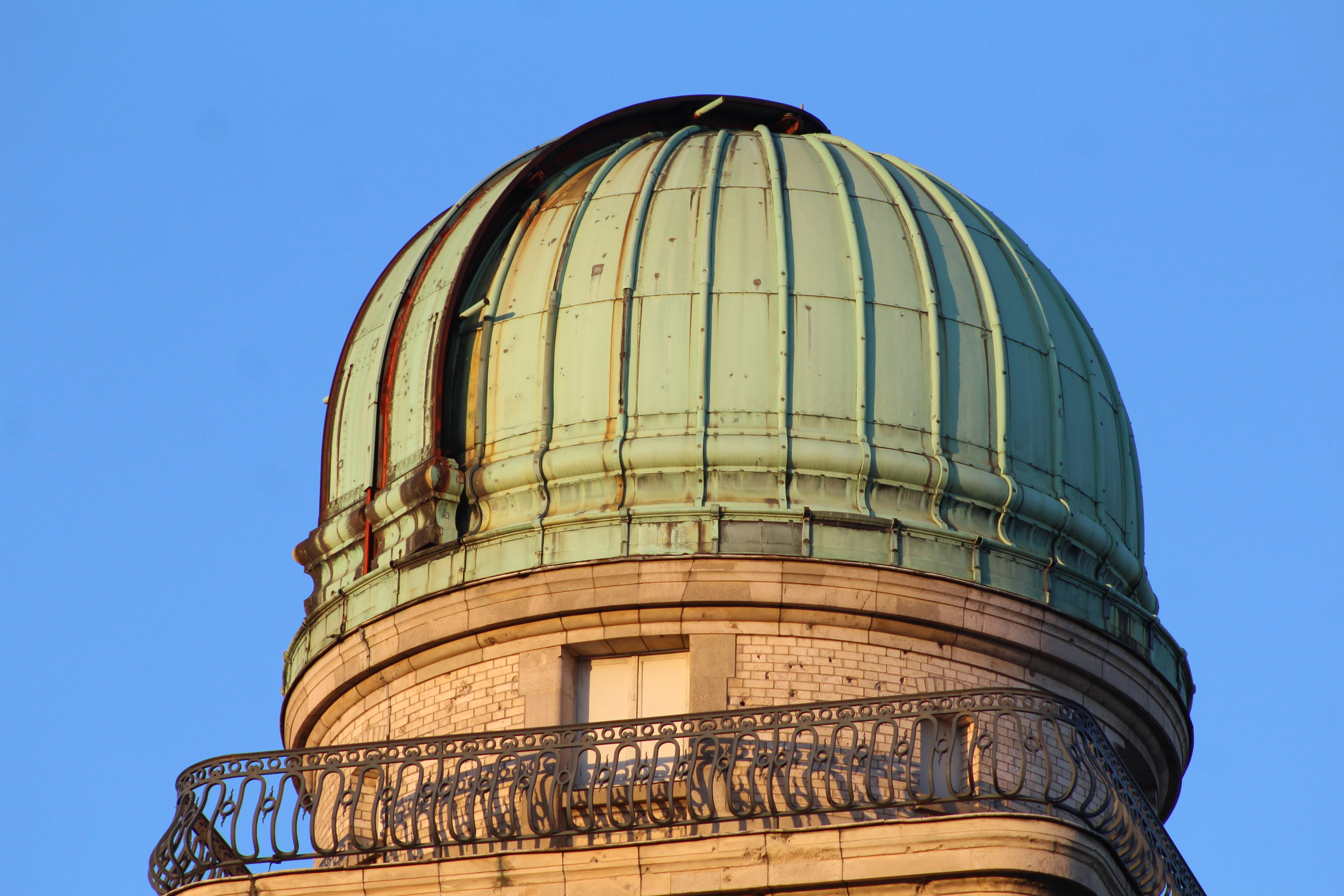
Ansicht der oberen Kuppel
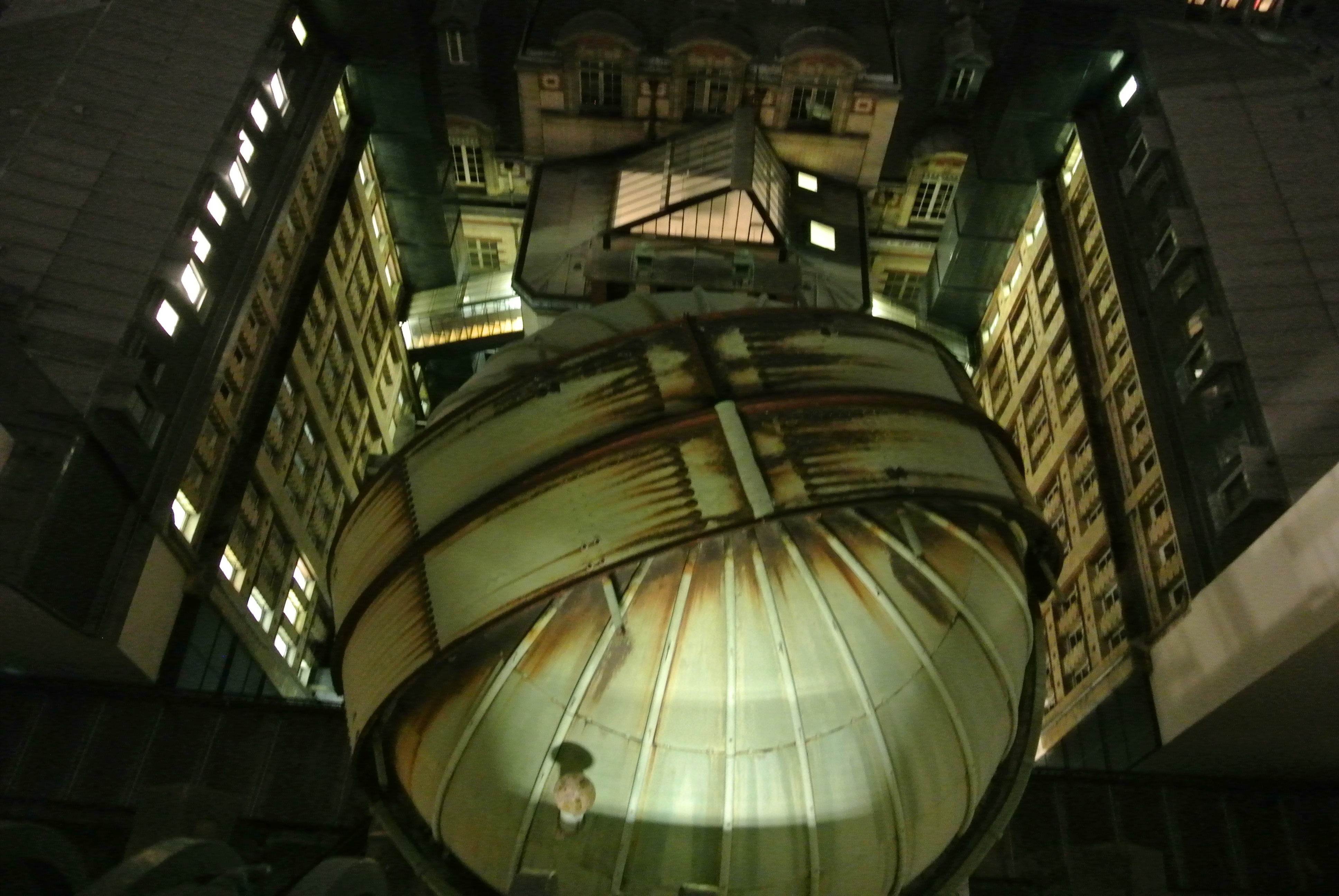
Die untere Kuppel beherbergt optische Werkstätten.